# Dielsdorf (Schloßvippach)
Dielsdorf ist ein Ortsteil von Schloßvippach im Landkreis Sömmerda in Thüringen. Das Dorf hat 295 Einwohner (Stand: März 2007).

## Lage
Das Dorf liegt inmitten des hauptsächlich landwirtschaftlich genutzten Thüringer Beckens etwa 20 Kilometer nordöstlich von Erfurt, 15 Kilometer nordwestlich von Weimar und 8 Kilometer südöstlich von Sömmerda. Auf der Höhe nördlich des Ortes liegt der Windpark Dielsdorf.

## Geschichte
Die erste urkundliche Erwähnung des Ortes erfolgte im Jahre 1197 unter dem Namen Dilstorp. Im Jahre 1200 kam der Ort in den Besitz des Landgrafen von Thüringen. 1348 wurde Dielsdorf dem Erfurter Marienstift geschenkt. 1533 wurde die Ortschaft im Zuge der Reformation evangelisch. Im Zeitraum der großen Pest 1566–1637 starben insgesamt 385 Einwohner.
1639 war Dielsdorf infolge des Dreißigjährigen Krieges vollkommen verlassen. 12 Jahre später wurde die Kirche Zum heiligen Kreuz wieder hergerichtet und es zog erneut Leben in den Ort ein. Der Ort gehörte ab Mitte des 17. Jahrhunderts zum Amt Großrudestedt, welches ab 1672 Teil des Herzogtums Sachsen-Eisenach war und 1741 zu Sachsen-Weimar-Eisenach kam. Seit 1850 gehörte der Ort zum Verwaltungsbezirk Weimar des Großherzogtums Sachsen-Weimar-Eisenach. 1887 erfolgte der Anschluss an das Eisenbahnnetz mit der Strecke Großrudestedt–Buttelstädt, die allerdings nach dem Zweiten Weltkrieg 1946 als Reparationsleistung demontiert wurde.
Im Jahre 1974 wurde Dielsdorf der Gemeinde Schloßvippach angeschlossen.

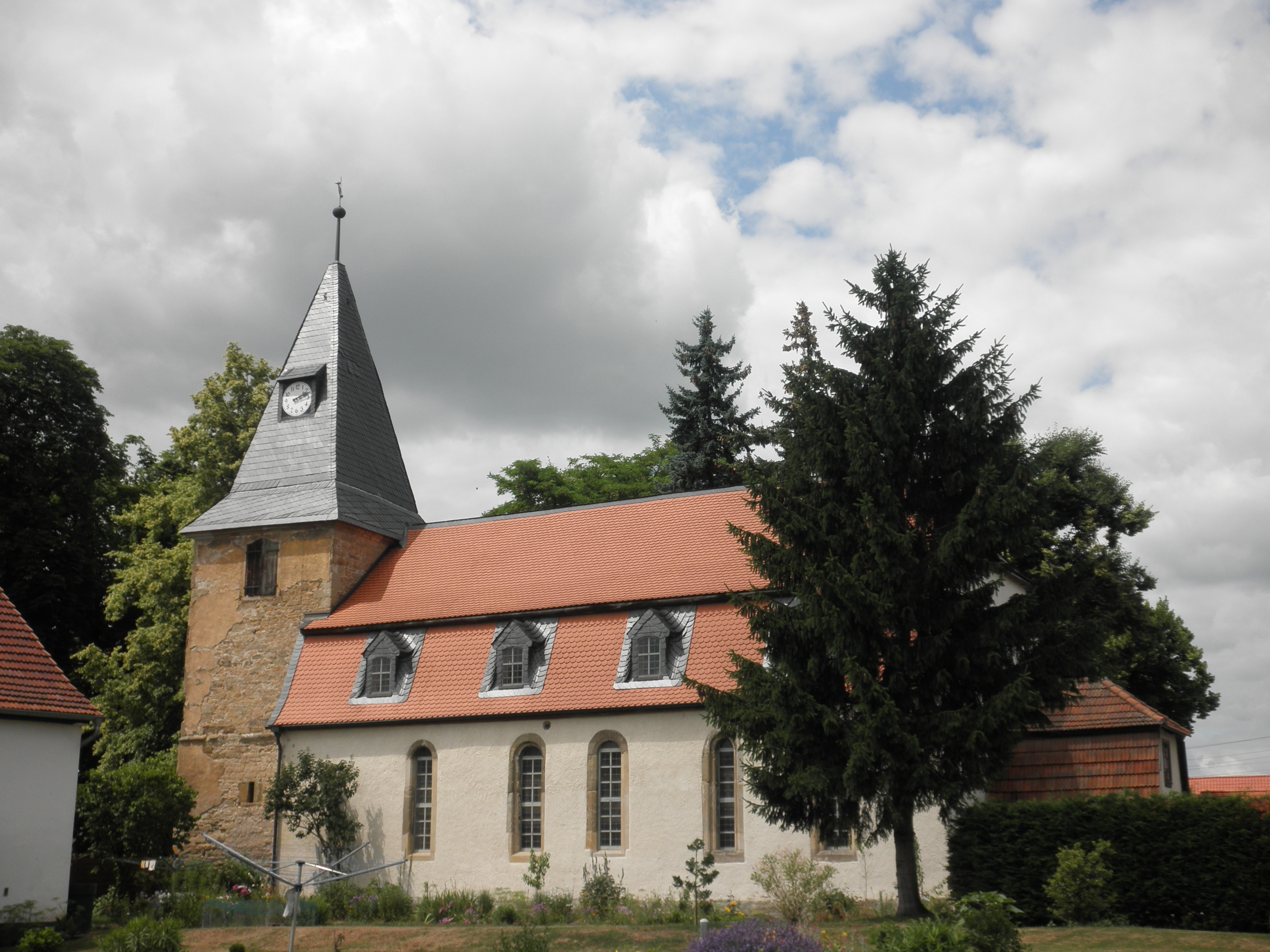
Kirche Dielsdorf
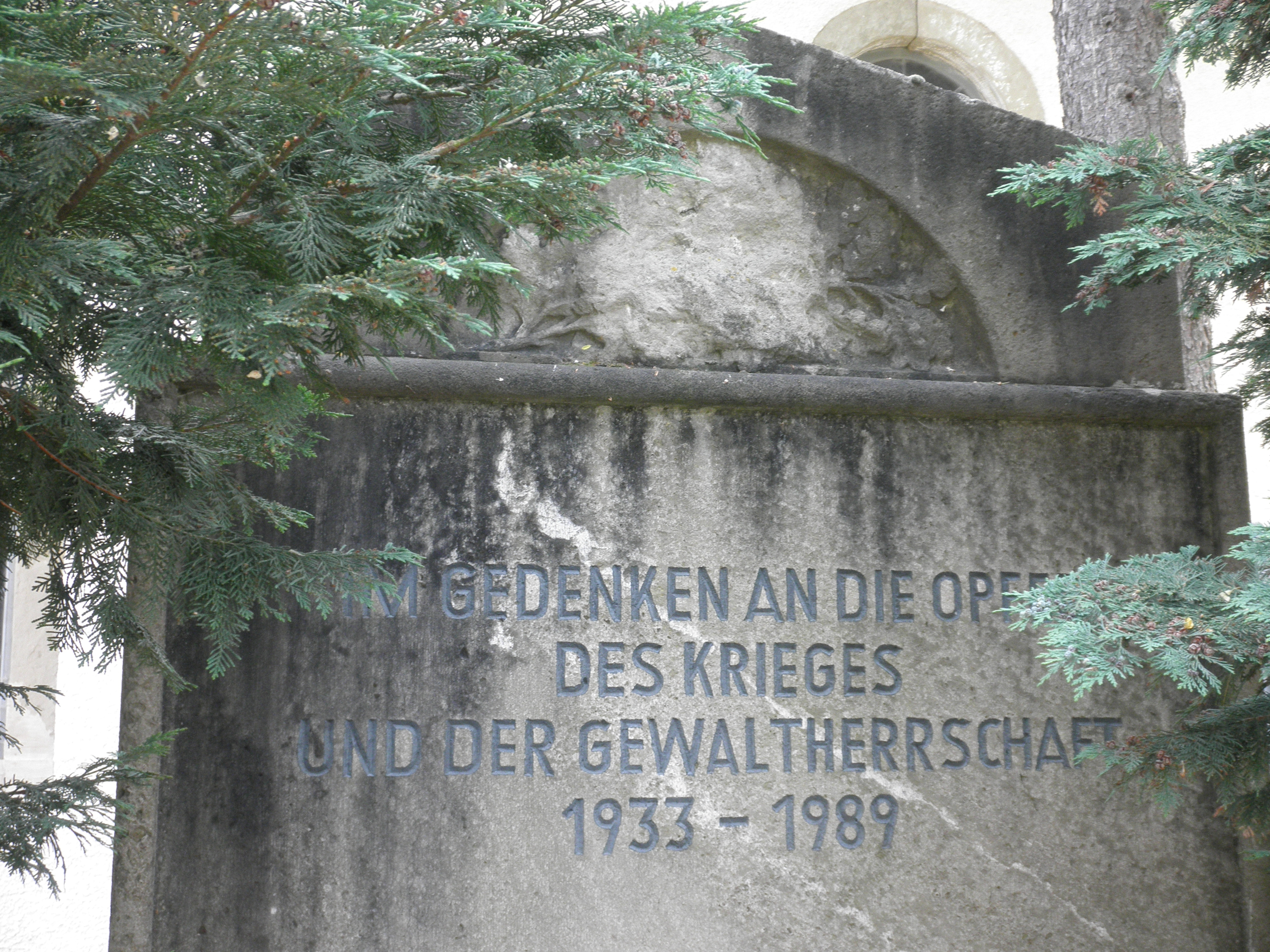
Gedenkstein vor der Kirche in Dielsdorf für die Opfer 1933–1989
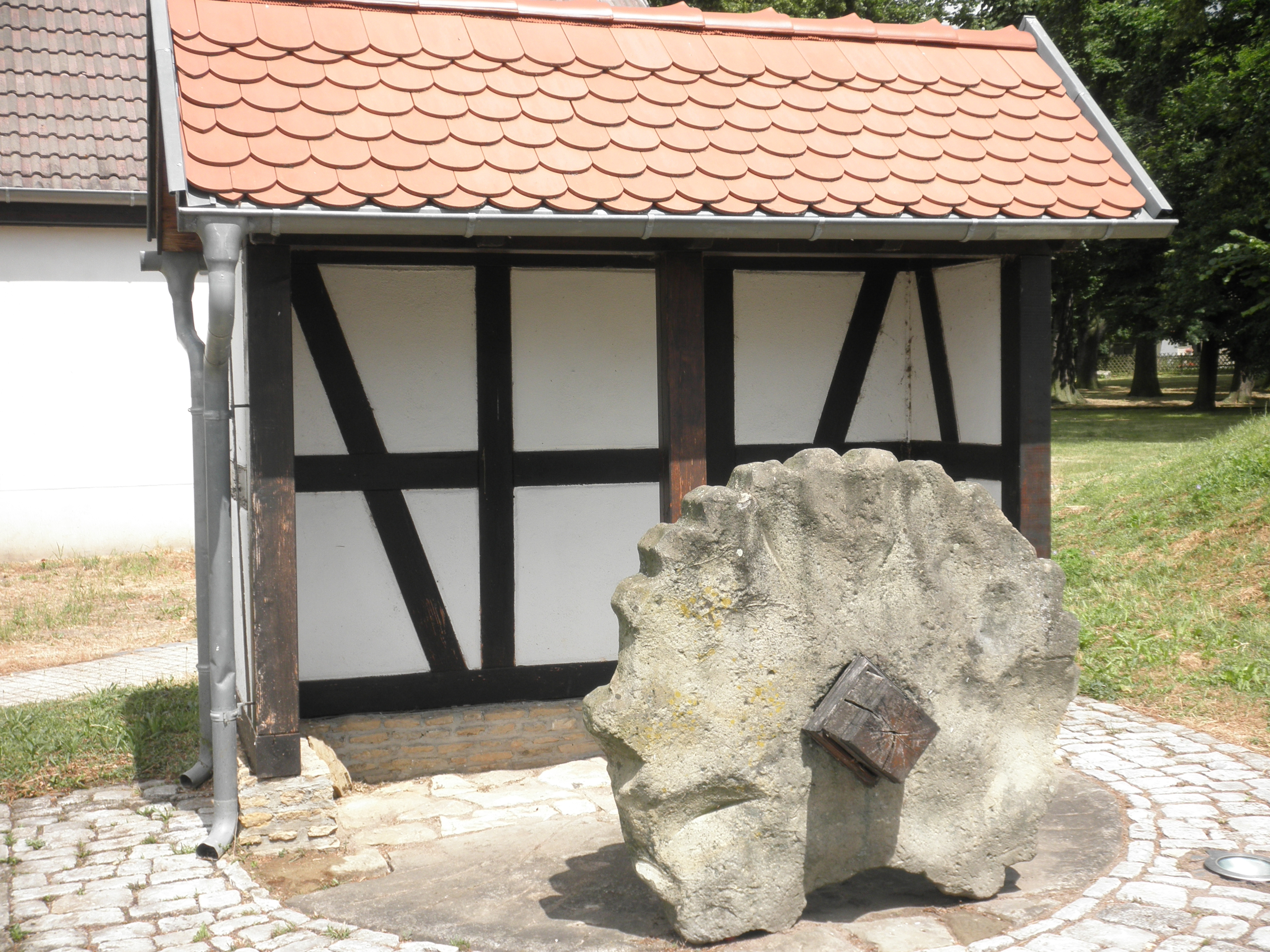
Waid-Mahlstein in Dielsdorf